# Forquilhinha - Criciúma Airport
Forquilhinha - Criciúma Airport är en flygplats i Brasilien.   Den ligger i kommunen Forquilhinha och delstaten Santa Catarina, i den södra delen av landet, 1 400 km söder om huvudstaden Brasília. Forquilhinha - Criciúma Airport ligger 24 meter över havet.
Terrängen runt Forquilhinha - Criciúma Airport är platt. Runt Forquilhinha - Criciúma Airport är det tätbefolkat, med 442 invånare per kvadratkilometer.. Närmaste större samhälle är Criciúma, 7,2 km nordost om Forquilhinha - Criciúma Airport.
Omgivningarna runt Forquilhinha - Criciúma Airport är en mosaik av jordbruksmark och naturlig växtlighet.